# Alkmene (planetka)
(82) Alkmene je planetka nacházející se v hlavním pásu asteroidů. Její průměr činí asi 61 km. Byla objevena 27. listopadu 1864 německým astronomem R. Lutherem.